# Janusz Musielak
Janusz Musielak (ur. w Poznaniu) – polski gitarzysta, kompozytor, nauczyciel gry na gitarze, muzyk sesyjny.

## Życiorys
Absolwent Państwowej Średniej Szkoły Muzycznej II Stopnia im. Fryderyka Chopina w Poznaniu (1980). W latach 1977–1992 współpracował z poznańskim Teatrem Muzycznym, a poza tym z innymi teatrami poznańskimi, tj.: Nowym, Polskim, Wielkim im. Stanisława Moniuszki oraz z Teatrem Wielkim w Warszawie. Dokonał licznych nagrań dla Polskiego Radia i Telewizji Polskiej, m.in. jako członek Orkiestry Rozrywkowej PRiTV p/d Zbigniewa Górnego. W latach 90. współpracował z TVP3 Poznań. Od 1992 nauczyciel gry na gitarze w Państwowej Szkole Muzycznej I stopnia w Zbąszynie. Współpracuje również z Filharmonią Poznańską im. T. Szeligowskiego.
Najbardziej znany w środowisku muzycznym jest jako gitarzysta i współożyciel działającej z przerwami, poznańskiej grupy rockowej Non Iron (od 1985), z którą nagrał trzy albumy studyjne: Innym niepotrzebni (1989), Candles in the Rain (1990 – była promowana podczas Targów Muzycznych „Midem '90”) i 91 (1991) oraz kasetę wydaną nakładem Poltonu pt. Non Iron, nagraną podczas koncertu w Chorzowie (1987). Od wielu lat współpracuje z wokalistą Grzegorzem Kupczykiem, biorąc udział również w innych jego projektach muzycznych. 
Ma na koncie kooperacje z wieloma artystami polskiej sceny, a byli to m.in.: Wojciech Skowroński, Irena Jarocka, Edward Hulewicz, Jacek Różański, Krzysztof Krawczyk, Urszula, Kayah (gitary na albumie Zebra), Felicjan Andrzejczak (gitary na płycie Zauroczenia – jest także kompozytorem trzech utworów na płycie), Piotr Schulz, Paweł Bączkowski, Andrzej Cierniewski, Alicja Bachleda-Curuś, Gabriel Fleszar (gitary na płytach Niespokojny z 1999 i ‘’Niespokojny II’’ z 2001), czy Maja Kraft. 
Wraz z Marthą Argerich i Alexandre Rabinovitchem brał udział w prawykonanie utworu Musique Populaire. Uczestnik wielu imprez i warsztatów muzycznych muzycznych. W latach 1986, 1988 i 1990 był to Festiwal w Jarocinie. W 1988 roku wziął udział w Festiwalu Piosenki Polskiej w Opolu. W 1989 r. w Dniach Kultury Polskiej w Karlowych Varach, a w roku 1990 uczestniczył w Festival 46 Sapra Del Manorla Agrigento na Sycylii oraz brał udział w spektaklach Mikisa Theodorakisa. 
Wchodzi, bądź wchodził w skład formacji The Medley („Zespół Roku 2009” w kategorii „Country”; I miejsca na Festiwalu Muzyki Country w Wiśle) z którym w 2003 roku koncertował w Niemczech, Austrii i Szwajcarii z Freddy Quinnem i z którym nagrał płytę z poznańską wokalistką Karin Kwaśnik. Ma też na koncie współpracę z zespołami Dr. Blues & Soul Re vision i Dr. Blues & SOULREVISION.

## Nagrody[1]
- Wyróżnienie na Ogólnopolskim Konkursie Gitarowym w Strzelcach Krajeńskich (1975)
- I nagroda na Ogólnopolskim Konkursie Gitarowym w Strzelcach Krajeńskich (1976)
- Wyróżnienie na festiwalu Jazz nad Odrą wraz z zespołem Studio
- Nagroda w kategorii „Płyta Roku 2013” wraz zespołem Dr. Blues SOULREVISION
- 8. miejsce jako gitarzysta bluesowy w plebiscycie Blues Top 2014

## Osiągnięcia pedagogiczne[1]
- Rafał Mańczyński, I miejsce na konkursie Gitarowym w Poznaniu
- Wyróżnienie Marka Mądrzaka na konkursie gitarowym w Żaganiu
- Uczennica Agata Kiesiak dostała się do Liceum Muzycznego w Poznaniu, które ukończyła i rozpoczęła studia na Akademii Muzycznej im. Ignacego Jana Paderewskiego w Poznaniu